# Anđela Bulatović
Anđela (Dragutinović) Bulatović (ur. 15 stycznia 1987 w Titogradzie), czarnogórska piłkarka ręczna, reprezentantka kraju grająca na pozycji środkowej rozgrywającej. Wicemistrzyni olimpijska 2012. Mistrzyni Europy 2012.
Obecnie występuje w Budućnost Podgorica.

## Sukcesy

### reprezentacyjne
Igrzyska Olimpijskie:
- 2012

Mistrzostwa Europy:
- 2012

### klubowe
Mistrzostwa Serbii i Czarnogóry:
- 2005, 2006

Puchar Serbii i Czarnogóry:
- 2005, 2006

Mistrzostwa Czarnogóry:
- 2007, 2008, 2009, 2010, 2011, 2012

Puchar Czarnogóry:
- 2007, 2008, 2009, 2010, 2011, 2012

Liga Mistrzyń:
- 2012

Liga Regionalna:
- 2010, 2011, 2012

Puchar Zdobywców Pucharów:
- 2010